# 福島市立茂庭小学校
福島市立茂庭小学校（ふくしましりつ もにわ しょうがっこう）は、福島県福島市にあった公立小学校である。

## 概要
福島市北端の飯坂町茂庭を学区とする。現在の校舎は1996年に摺上川ダム建設に伴い整備された国道399号茂庭バイパス沿いに移転新築されたものである。児童数減少のため2017年度末をもって休校、翌年度末に正式に廃校となった。比較的築年数が新しいことから福島市は当初校舎を利活用しIoT技術を利用した魚の養殖事業を計画したが希望事業者との契約に至らず、2021年2月4日に公募により売却されることとなった。最低売却価格は1億6600万円。
2021年5月13日、廃校後の茂庭小活用事業で福島市は市内の誠電社を優先交渉権者とする契約を締結した。

## 沿革
- 1877年1月 - 伊達郡茂庭村中茂庭地区にて学校創立。後に学制改革や町村合併を経て信夫郡飯坂町立茂庭小学校となる。
- 1964年
  - 1月 - 飯坂町が福島市に編入され、福島市立茂庭小学校となる。
  - 4月 - 当校の梨平分校が廃止され、福島市立梨平小学校として分離新設される。
- 1992年3月31日 - 福島市立梨平小学校が廃止され、再度当校に統合される。
- 1996年
  - 3月 - 現在の校舎（RC造2階建）、屋内運動場、プールなどが竣工。
  - 3月31日 - 当校の滝野分校が廃止される。
  - 4月 - 現在地に移転。
- 2017年3月31日 - 児童数減少により休校となる[3]。
- 2018年3月31日 - 正式に廃校となり、福島市立飯坂小学校に統合される。

## 当時の通学区域
- 飯坂町茂庭

## 当時の進学先中学校
- 福島市立大鳥中学校

## 学区 / 校区内の主な施設
- 国道399号茂庭バイパス
- 摺上川ダム
- 茂庭広瀬公園
- 滑滝キャンプ場

## 交通
- 福島交通飯坂線飯坂温泉駅より福島交通路線バスもにわの湯行乗車、茂庭小学校下車。

## 茂庭小活用事業
2021年5月13日、廃校後の茂庭小活用事業で福島市は市内の誠電社を優先交渉権者とする契約を締結した。誠電社は風力発電のメンテナンスに関わる人材育成を行う施設を開設する計画である。